# Aeschremon desertalis
Aeschremon desertalis là một loài bướm đêm trong họ Crambidae.